# Ацифлуорфен
Ацифлуорфен — гербицид, эффективный против широколиственных сорняков и трав. Используется в сельском хозяйстве при выращивая сои, арахиса, гороха и риса.